# وايتينغ فور لوف
واياينغ فور لوف (Waiting for love)هي أغنية دي جي السويدي ومنتج الموسيقى أفيتشي، قام بإنتاجها هو والمنتج الهولندي وزميله في المهنة مارتن غاريكس. تم إصدار الأغنية في 22 مايو 2015 كأغنية رئيسية من ألبومه الثاني ستوريز.